# Урсуляк, Александра Сергеевна
Алекса́ндра Серге́евна Урсуля́к (род. 4 февраля 1983, Москва) — российская актриса театра, кино и телевидения. Ведущая актриса московского театра имени Пушкина. Двукратная лауреатка театральной премии «Золотая маска» (2014, 2023) и кинопремии «Золотой орёл» (2022, 2025).

## Биография
Родилась 4 февраля 1983 года в Москве, в семье режиссёра Сергея Урсуляка (род. 10 июня 1958) и актрисы Галины Надирли (род. 10 марта 1956). У Александры есть единокровная сестра (от второго брака отца) — Дарья Урсуляк (род. 2 апреля 1989).
В 2003 году окончила актёрский факультет Школы-студии МХАТ (руководители курса — Дмитрий Брусникин и Роман Козак) и была принята в труппу Московского драматического театра имени А. С. Пушкина.
Является педагогом актёрского мастерства в Мастерской Юрия Бутусова в ГИТИСе.
В кинематографе дебютировала в 2003 году, снявшись в роли дочери начальника вокзала Ларисы в телесериале Андрея Кавуна «Вокзал».
В 2016 году в паре с профессиональным танцором Денисом Тагинцевым стала победителем десятого юбилейного сезона российского развлекательного телевизионного шоу «Танцы со звёздами» на телеканале «Россия».

### Личная жизнь
Первый муж — Александр Голубев (род. 2 июля 1983, Москва), актёр. Дочери Анна, Анастасия.
Неофициальный брак — Андрей Розендент (род. 1989, Калининград), скрипач. В возрасте пятнадцати лет снялся в одной из главных ролей в драматическом художественном фильме Владимира Машкова «Папа» (2004). Сын Владимир (род. 16 августа 2017).

## Роли в театрах

### Московский драматический театр имени А. С. Пушкина
- 2002 — «Чёрный принц» по одноимённому роману Айрис Мёрдок. Постановка Романа Козака (премьера — 25 октября 2002 года) — Джулиана Баффин
- 2002 — «Цыганы» по одноимённой поэме А. С. Пушкина. Постановка Марины Брусникиной (премьера — 17 декабря 2002 года) — Земфира, цыганка[7]
- 2004 — «Ночи Кабирии», музыкальная драма по мотивам одноимённого фильма Федерико Феллини. Постановка Аллы Сигаловой (премьера — 21 марта 2004 года) — Кабирия
- 2004 — «Поздравляю с будним днём!» по пьесе современного эстонского драматурга Яана Тятте. Постановка Романа Козака (премьера — 7 мая 2004 года) — Анна
- 2004 — «Сон в шалую ночь» по комедии «Сон в летнюю ночь» Уильяма Шекспира. Постановка Нины Чусовой (премьера — 25 декабря 2004 года) — Гермия, дочь Эгея, влюблённая в Лизандра[8]
- 2005 — 2017 — «Одолжите тенора!» по пьесе американского комедиографа Кена Людвига. Постановка Евгения Писарева (премьера — 29 сентября 2005 года, последний показ — 27 июня 2017 года) — Мария, жена знаменитого тенора Тито Мерелли
- 2006 — «Мадам Бовари» по одноимённому роману Гюстава Флобера. Постановка Аллы Сигаловой (премьера — 2006 год) — Эмма Бовари
- 2008 — 2014 — «Дамский портной» по пьесе французского драматурга Жоржа Фейдо. Постановка Александра Огарёва (премьера — 12 декабря 2008 года, последний показ — 5 мая 2014 года) — Сюзанна
- 2008 — «Оffис» по пьесе «Бесхребетность» немецкого драматурга Ингрид Лаузунд. Постановка Романа Козака (премьера — 2 марта 2008 года; текущий спектакль) — Кристенсен
- 2009 — 2010 — «Письмо счастья» по пьесе «Фернандо Крапп написал мне письмо» Танкреда Дорста. Постановка латвийского режиссёра Дж. Дж. Джилинджера (премьера — 6 марта 2009 года, последний показ — 13 марта 2010 года) — Юлия
- 2010 — «Турандот» по произведениям Карло Гоцци и Ф. М. Достоевского. Постановка Константина Богомолова (премьера — 10 октября 2010 года) — принцесса Турандот[9]
- 2010 — 2013 — «Бешеные деньги» по одноимённой комедии Александра Островского. Постановка Романа Козака (премьера — 08 мая 2010 года, последний показ — 2 июня 2013 года) — Лидия Юрьевна, дочь Надежды Антоновны Чебоксаровой
- 2011 — «Много шума из ничего» по одноимённой пьесе Уильяма Шекспира. Постановка Евгения Писарева (премьера — 22 апреля 2011 года; текущий спектакль) — Беатриче, племянница мессинского наместника Леонато
- 2013 — «Добрый человек из Сезуана» по пьесе «Добрый человек из Сычуани» немецкого драматурга Бертольта Брехта. Постановка Юрия Бутусова (премьера — 1 февраля 2013 года; последний показ — 26 июня 2024 года) — Шен Те, проститутка / Шуй Та, «двоюродный брат» Шен Те[10]
- 2014 — «Женитьба Фигаро» по комедии «Безумный день, или Женитьба Фигаро» Бомарше. Постановка Евгения Писарева (премьера — 23 апреля 2014 года; текущий спектакль) — Сюзанна, камеристка графини, невеста Фигаро
- 2015 — «Обещание на рассвете» по одноимённому автобиографическому роману французского писателя Ромена Гари. Постановка Алексея Кузьмина-Тарасова (премьера — 13 февраля 2015 года; текущий спектакль) — мама
- 2016 — «Барабаны в ночи» по одноимённой пьесе немецкого драматурга Бертольта Брехта. Постановка Юрия Бутусова (премьера — 11 ноября 2016 года; текущий спектакль) — Анна Балике, дочь владельца фабрики снарядных ящиков Карла Балике[11]
- 2017 — «Гардения» по одноимённой пьесе современного польского драматурга Эльжбеты Хованец. Постановка Семёна Серзина (премьера — 6 мая 2017 года; текущий спектакль) — женщина первая
- 2018 — «Гедда Габлер» по одноимённой пьесе норвежского драматурга Генрика Ибсена. Постановка Анатолия Шульева (премьера — 27 октября 2018 года) — фру Гедда Тесман (в девичестве Габлер), жена Йоргена Тесмана
- 2019 — «Всё о нашем доме». Постановка Евгения Писарева (премьера — 27 октября 2018 года)
- 2021 — «Между делом» по одноимённой пьесе и в постановке Евгения Гришковца (премьера — 18 февраля 2021 года) — Глафира
- 2023 — «Зойкина квартира» по одноимённой пьесе Михаила Булгакова в постановке Евгения Писарева (премьера — 13 и 14 мая 2023 года) — Зоя Денисовна Пельц[12]

### «Стейдж Энтертейнмент Россия»
- 2013 — 2014 — мюзикл «Чикаго» — Велма Келли

### Театр «Практика»
- 2020 — «Поле» по повести «Материнское поле» Чингиза Айтматова. Постановка Марины Брусникиной (премьера — 23 сентября 2020 года)

### Театр наций
- 2021 — «Прыг-скок, обвалился потолок» по сценарию Геннадия Шпаликова. Постановка Марины Брусникиной (премьера — 22 декабря 2021 года) — Ксения
- 2022 — «Кабаре» в постановке Евгения Писарева. Либретто Джо Мастероффа по пьесе Джона Ван Друтена и рассказам Кристофера Ишервуда (премьера — 12 мая 2022 года) — Салли Боулз[13]

## Фильмография

### Актёрские работы
- 2003 — Вокзал — Лариса, дочь начальника вокзала
- 2003 — Театральный блюз — Виктория, девушка из Воронежа
- 2005 — Полный вперёд! — Ольга Кокарева
- 2005 — Верёвка из песка — Ольга Горелова
- 2006 — Патруль — Марина
- 2007 — Девять дней до весны — Яна
- 2007 — Сашка, любовь моя — Наталья Игоревна
- 2007 — Ваша честь (серия № 11) — Майя
- 2008 — День Д — Алия
- 2008 — Псевдоним «Албанец» 2 — Анна, дочь Марии
- 2008 — Самый лучший вечер — Мария Григорьева
- 2010 — Москва, я люблю тебя! (новелла № 12 «Абонент недоступен») — провинциалка
- 2011 — Фурцева — Фира Лифшиц
- 2011 — Фарфоровая свадьба — Лариса, соседка Максимовых
- 2012 — Второе восстание Спартака — Влада Котляревская, сестра Спартака
- 2012 — Салам Масква — Ясмин
- 2012 — Отдам жену в хорошие руки — Ирина Анатольевна Серебрякова, преподаватель по классу фортепиано в детской музыкальной школе, любовница архитектора Евгения Дмитриевича Никитина[14]
- 2012 — Однолюбы — Лариса Удальцова, жена Николая
- 2013 — Хуторянин — Анна Шувалова, следователь
- 2013 — Выхожу тебя искать 2 — Ксения, девушка Михаила
- 2013 — Отель «Президент» — Мария Лапина
- 2013 — Дело чести — Надежда Сергеевна Александрова, следователь прокуратуры
- 2013 — Дурная кровь — Мила, помощница Фёдора
- 2013 — Кукловоды — Ирина, сестра Клео
- 2013 — Прощай, любимая! — Ольга Трефилова, следователь московской прокуратуры
- 2014 — Поиски улик — Елена Леонидовна Котова, судмедэксперт
- 2014 — Женщины на грани (серия № 19 «Найти принца») — Фаина Терехова, проститутка по прозвищу «Фея», жена игрока на бирже Егора Соловчака, сноха Тамары Соловчак[15]
- 2015 — Как я стал русским — Екатерина Денисовна Добровольская, главный редактор московского филиала «American Post», возлюбленная олигарха Анатолия Платонова
- 2015 — Орлова и Александров — Нонна, сестра Любови Орловой
- 2016 — Екатерина. Взлёт — Дарья Николаевна Салтыкова («Салтычиха»), помещица
- 2016 — Нераскрытый талант — Марина Леонидовна Майская (настоящая фамилия — Петрушкина), актриса, прима провинциального драматического театра города Средневолжска[16]
- 2017 — Время первых — Светлана Павловна Леонова, жена Алексея Леонова
- 2017 — Девушка с косой — Оксана, жена Евгения
- 2018 — Нераскрытый талант 2 — Марина Леонидовна Майская (настоящая фамилия — Петрушкина), актриса, прима провинциального драматического театра города Средневолжска[16]
- 2018 — Нераскрытый талант 3 — Марина Леонидовна Майская (настоящая фамилия — Петрушкина), актриса, прима провинциального драматического театра города Средневолжска[16]
- 2018 — Ненастье — Анастасия (Настя) Флёрова
- 2018 — Подбросы — судья
- 2018 — Барабаны в ночи — Анна Балике
- 2018 — Хорошая жена — Алиса Филиппова, юрист, адвокат в юридической фирме «Швец, Гранова, Калинин и партнёры», жена прокурора Ленинградской области Петра Филиппова[17]
- 2019 — Шифр — Марина Ивановна Винник
- 2019 — 2021 — Гранд — Регина Марковна Сафронова
- 2020 — Небеса подождут — Светлана Геннадьевна Шевердина
- 2020 — Нежность — Галина, жена Сергея Николаевича
- 2020 — Посторонняя — Катя
- 2020 — Агеев — Кира Кириллова, капитан полиции
- 2021 — Полёт — Женя, жена Ильи
- 2021 — Пингвины моей мамы — мать Гоши
- 2021 — Формула жизни — Анна Моторина
- 2021 — Сёстры — Саша, бывшая жена Чижа, дизайнер (второй сезон)
- 2022 — Тайфун — Екатерина
- 2022 — Amore More — Лена
- 2023 — Стрим — Елена Александровна, мать Жоры
- 2023 — Против всех — Василиса, невестка Захара
- 2023 — Библиотекарь — следователь Шорохова
- 2023 — Плейлист волонтёра — «Оса»
- 2023 — На автомате — Светлана
- 2024 — Спойлер
- 2024 — Смотри на меня! — Нина Левицкая
- 2024 — Последний богатырь. Наследие (телесериал) — Василиса

### Озвучивание
- 2015 — Алиса знает, что делать! (серия № 21 «Зелёная месть») (мультсериал) — Анжелина
- 2016 — н. в. — Лео и Тиг — Тиг

## Награды и номинации
| Год  | Премия                                                                               | Категория                                                         | Спектакль / Фильм                                                                                          | Роль            | Результат |
| ---- | ------------------------------------------------------------------------------------ | ----------------------------------------------------------------- | --- | --------------- | --------- |
| 2003 | «Кумир» (актёрская премия в области театра, кино и телевидения)                      | «Надежда года»                                                    | «Чёрный принц» (Московский драматический театр имени А. С. Пушкина, постановка Романа Козака)              | Джулиана Баффин | Победа    |
| 2013 | «Звезда Театрала» (международная ежегодная театральная премия зрительских симпатий)  | «Лучшая актриса»                                                  | «Добрый человек из Сезуана» (Московский драматический театр имени А. С. Пушкина, постановка Юрия Бутусова) | Шен Те / Шуй Та | Победа    |
| 2013 | «Хрустальная Турандот» (театральная премия)                                          | «Лучшая женская роль»                                             | «Добрый человек из Сезуана» (Московский драматический театр имени А. С. Пушкина, постановка Юрия Бутусова) | Шен Те / Шуй Та | Победа    |
| 2014 | «Золотая маска» (театральная премия)                                                 | «Лучшая женская роль» в конкурсе спектаклей драматического театра | «Добрый человек из Сезуана» (Московский драматический театр имени А. С. Пушкина, постановка Юрия Бутусова) | Шен Те / Шуй Та | Победа    |
| 2022 | «Золотой орёл» (премия за заслуги в области российского кинематографа и телевидения) | «Лучшая женская роль на телевидении»                              | «Пингвины моей мамы» (режиссёр Наталия Мещанинова)                                                         | мама            | Победа    |
| 2023 | «Золотая маска» (театральная премия)                                                 | «Лучшая женская роль» в оперетте / мюзикле                        | «Кабаре» (Театр наций, постановка Евгения Писарева)                                                        | Салли Боулз     | Победа    |
| 2025 | «Золотой орёл» (премия за заслуги в области российского кинематографа и телевидения) | «Лучшая женская роль в кино»                                      | «Смотри на меня!» (режиссёр Владимир Грамматиков)                                                          | Нина Левицкая   | Победа    |